# جون ر. ثاير
جون ر. ثاير (بالإنجليزية: John R. Thayer)‏ هو محامي وسياسي أمريكي، ولد في 9 مارس 1845 في دوغلاس في الولايات المتحدة، وتوفي في 19 ديسمبر 1916 في ورسستر في الولايات المتحدة. حزبياً، نشط في الحزب الديمقراطي. وقد انتخب عضو مجلس نواب ماساتشوستس وانتخب عضو مجلس النواب الأمريكي.